# For Screening Purposes Only
For Screening Purposes Only  es el primer y único álbum de estudio de la agrupación dance-punk de Reino Unido Test Icicles, publicado en 2005. Fue elogiado por la crítica por ser único y convincente en una escena musical indie cada vez más homogénea. Tras la separación del grupo en febrero de 2006, el álbum sigue siendo el único LP de Test Icicles.

## Título
El nombre del álbum se deriva de la película de 1999 Thicker Than Water. En la película, la frase "Solo para fines de proyección" aparece en la pantalla cada vez que ocurre algo de violencia en la película. El miembro de la banda, Rory Atwell, también ha declarado que la primera canción del álbum, "Your Biggest Mistake", trata sobre la película.

## Lista de canciones
1. "Your Biggest Mistake" - 4:01 (Sam Mehran)
2. "Pull the Lever" - 3:58 (Rory Attwell)
3. "Interlude" - 0:52 (Instrumental)
4. "Boa vs. Python" - 3:02 (Sam Mehran)
5. "Circle. Square. Triangle" - 3:06 (Sam Mehran, Rory Attwell, Devonte Hynes)
6. "Catch It!" - 3:38 (lyrics by Devonte Hynes, music by Sam Mehran)
7. "Maintain the Focus" - 3:35 (Sam Mehran)
8. "Snowball" – 3:12 (Rory Attwell)
9. "What's Your Damage?" - 4:09 (Sam Mehran)
10. "All You Need Is Blood" - 4:07 (Devonte Hynes + reversed rap by Sam Mehran)
11. "Sharks" – 3:42 (Sam Mehran)
12. "Dancing on Pegs" - 2:16 (Rory Attwell)
13. "Party on Dudes (Get Hype)" - 12:30 (Sam Mehran)
14. "What's Michelle Like?" (Sam Mehran, Rory Attwell, Devonte Hynes) (US Bonus Track) (UK Hidden Track)
15. "What's In the Box?" (Rory Attwell) (US Bonus Track)
16. ""Circle. Square. Triangle (MC Lars Edit)" - 3:06 (Sam Mehran, Rory Attwell, Devonte Hynes) (Japan Bonus Track)
17. ""Circle. Square. Triangle (James Ford Remix)" - 3:14 (Sam Mehran, Rory Attwell, Devonte Hynes) (Japan Bonus Track)